# Carpeta especial
Als sistemes operatius Microsoft Windows, les carpetes especials són carpetes que es presenten a l'usuari mitjançant una interfície com un concepte abstracte, en lloc d'una ruta de carpeta real. Per tant, és possible que una aplicació demani al sistema operatiu on es pot trobar una ubicació adequada per a determinats tipus de fitxers, independentment de la versió del sistema operatiu o l'idioma utilitzat.
A Windows Server 2003 i anteriors, una carpeta com el "Menú Inici" tenia un nom diferent a les versions de Windows que no són en anglès. Per exemple, a les versions alemanyes de Windows XP és "Startmenü". Tanmateix, a partir de Windows Vista, totes les versions de Windows utilitzen les mateixes carpetes amb nom en anglès i només mostren noms diferents a l'Explorador de Windows. A Windows 10, l'usuari pot canviar a un altre idioma de visualització i els noms de les carpetes especials canviaran.

## Visió general
Windows utilitza el concepte de carpetes especials per presentar el contingut dels dispositius d'emmagatzematge connectats a l'ordinador d'una manera força coherent que allibera l'usuari d'haver de tractar amb camins absoluts de fitxers, que poden (i sovint ho fan) canviar entre les versions del sistema operatiu, i fins i tot instal·lacions individuals. La idea ha anat evolucionant amb el temps, amb noves carpetes especials que s'han afegit a cada versió de Windows després de la seva introducció a Windows 95.
Una carpeta especial pot ser una referència a un directori del sistema de fitxers físic o una referència a una carpeta "virtual". En el primer cas, són anàlogues a les variables d'entorn — de fet, moltes de les variables d'entorn que s'estableixen a la sessió d'un usuari es defineixen per on s'estableixen les carpetes especials.

## Mostra de carpetes especials
| Carpeta                | Representa                                           | Ubicació per defecte en anglès Les versions de Windows en altres idiomes utilitzen noms de carpetes traduïts. | Sistema operatiu |
| ---------------------- | ---------------------------------------------------- | --- | ---------------- |
| Application Data       | Fitxers específics de l'aplicació i de l'usuari      | %USERPROFILE% \Application Data | 98               |
| Cookies                | Cookies d'Internet Explorer                          | %USERPROFILE% \Cookies | 98               |
| Desktop Directory      | Fitxers emmagatzemats a l'escriptori de l'usuari     | %USERPROFILE% \Desktop | 95               |
| Favorites              | Adreces d'interès d'usuari (preferits)               | %USERPROFILE% \Favorites | 98               |
| Fonts                  | Fonts instal·lades                                   | %windir% \Fonts | XP               |
| History                | Historial del navegador web                          | %USERPROFILE% \Local Settings\History | 98               |
| Internet Cache         | Fitxers temporals d'Internet d'usuari                | %USERPROFILE% \Local Settings\Temporary Internet Files | 98               |
| Local Application Data | Configuració específica de l'aplicació i de l'usuari | %USERPROFILE% \Local Settings\Application Data | 2000/ME          |
| My Documents           | Documents d'usuari                                   | %USERPROFILE%\Documents (Windows Vista i següents) %USERPROFILE%\My Documents (Windows 2000-Windows XP) C:\My Documents (Win98-ME)%USERPROFILE% \My Documents (Windows 2000 et Windows XP) C:\My Documents (Win98-ME) | 98               |
| My Music               | Fitxers de música d'usuari                           | %USERPROFILE% \My Documents\My Music | XP               |
| My Pictures            | Fitxers d'imatge d'usuari                            | %USERPROFILE% \My Documents\My Pictures | 2000             |
| My Videos              | Arxius de vídeo d'usuari                             | %USERPROFILE% \My Documents\My Videos | XP               |
| Programs               | Programes i icones del menú d'inici de l'usuari      | %USERPROFILE% \Start Menu\Programs | 95               |
| Recent                 | Documents oberts recentment per l'usuari             | %USERPROFILE% \Recent | 98               |
| Send To                | Elements del menú "Envia a" específics de l'usuari   | %USERPROFILE% \SendTo | 98               |
| Start Menu             | Elements del menú d'inici de l'usuari                | %USERPROFILE% \Start Menu | 98               |
| System                 | El directori del sistema de Windows                  | %windir% \system32 | 2000             |
| Saved Games            | Jocs desats per l'usuari als programes de jocs       | %USERPROFILE% \saved games | Vista            |
| Templates              | Plantilles de document d'usuari                      | %USERPROFILE% \Templates | 98               |

1. La carpeta virtual "Escriptori" no és el mateix que la carpeta especial "Escriptori". La carpeta virtual d'escriptori és l'arrel de l'espai de noms de Windows Shell, que conté altres carpetes virtuals.[4]
2. "Dades de l'aplicació local" difereix de "Dades de l'aplicació" perquè els fitxers situats a la variant "Local" també estan pensats per ser específics de la màquina on es troba. Això només té rellevància si el perfil de l'usuari és un perfil d'itinerància en un entorn de domini de Windows Server.[5]
3. Igual que amb l'escriptori, la carpeta virtual "Els meus documents" és diferent de la carpeta especial "Els meus documents". Si es demana la variant de la carpeta virtual, apareixerà en un diàleg de fitxers com a subdirectori de la carpeta virtual "Escriptori", en lloc del directori del perfil de l'usuari tal com existeix físicament al disc dur.
4. Si es mou la carpeta "Els meus documents" (per exemple, a una unitat de xarxa), si intenteu accedir-hi mitjançant la variable de l'intèrpret d'ordres anirà a la ubicació original, per defecte.